# Сун Юй
Сун Юй (кит. 宋玉, пиньинь Sòng Yù, 298 до н. э — 222 до н. э ) — китайский поэт периода Чжаньго, один из основателей старинной китайской словесности.
Происходил из бедной семьи. В юности начал службу при дворе вана. Сначала занимал должность помощника председателя почтового ведомства, однако через некоторое время оставил службу. В дальнейшем посвятил жизнь сложению стихов. Сблизился с Сян-ваном, который даже подавал темы для новых поэм.
Сочинял стихи в жанрах фу и чифу. Стал литературным наследником Цюй Юаня. Впрочем Сун Юй выработал собственный оригинальный стиль. Из его творений в целости сохранилось 14 стихотворений, наиболее известными из которых являются «Ветер», «Богиня», «Дворец Гаотан». Все они вошли в сборник Чу ци, который составил Лю Сян во времена империи Хань.